# Terminaator
Terminaator — эстонская панк-группа из города Таллин, Эстония.

## С чего всё начиналось
Группа была образована в 1987 году Йаагупом Креемом в Таллинской десятой средней школе (ныне гимназия Нымме). Первое публичное выступление было в Таллинской 47-й средней школе на фестивале рок-групп. Первое выступление в студии было в 1989 году. Первые песни «Charleen» и «Meeletu Maailm» было записаны в 1991 году. Они приобрели более широкую известность в 1992 году, когда они выиграли фестиваль молодых рок-групп. Они также выступали в Латвии, Литве и Финляндии, хотя они не имели большого успеха за пределами Эстонии. На эстонской телешоу «7 vaprat», Terminaator сыграть их новые песни: «Ainult sina võid mu maailma muuta», «Juulikuu lumi», «See ei ole saladus», and «Portselanist tüdruk».

## 2005—2008
В 2005 году вышел в свет первый концертный альбом группы, «Go Live 2005», за которым последовал в 2006 году седьмой альбом Terminaator студии Нагу Esimene Корд. В том же году, Terminaator участвовал в музыкальном исполнении «Ромео и Джульетта», которая сопровождалась саундтреком.
В 2007 году в честь очередного юбилея группы вышел альбом «20», в который вошли две новые версии старых песен, две новые песни, неизданные концертные записи и другие избранные песни. Кроме того, в этом году вышли первое собственное видео «Juulikuu lumi 2007» и второй сингл «Ара Оота koidikuni».
В 2008 году выпустила два сингла которые не вошли в альбом: «О kuidas Sust puudust tunneme» и «Pilves selgimistega». Это первый случай, когда группа выпустила песни не размещенные в альбом (впрочем они возможно будут включены в следующий студийный альбом, который выйдет в 2010 года).
В ноябре 2008 года Terminaator исполнили три акустических концерта, один из которых вышел на CD и DVD в 2009 году.

## 2009 — наши дни
13 марта 2009 года Эльмар Лиитмаа и Хармо Калласте объявили о своем уходе из группы. Причиной тому было отсутствие времени и стремление к новым возможностям. С тех пор группа сотрудничает с бывшим гитаристом Brides in Bloom, Таави Ланги. По данным сайта группы, запись нового материала началась в конце марта 2011 года. Новый альбом, «Rakett», был выпущен 13 апреля 2011 года.
Новый сингл «Just reedeti», был дебютирован на «Raadio 2» 14 мая. В нём Таави Ланги был показан как официальный участник группы.

## Дискография
- 1994: Lõputu päev
- 1995: Minu väike paradiis
- 1997: Pühertoonia
- 1997: Kuld
- 1998: Singapur
- 2000: Head uudised
- 2001: Risk
- 2003: Kuutõbine
- 2005: Go Live 2005
- 2006: Nagu esimene kord
- 2006: Romeo & Julia (not released under the name of Terminaator)
- 2007: 20
- 2009: Ingli puudutus
- 2011: Rakett
- 2014: Vaikuse Meri
- 2020: Maailm vs. Lilian

## Хиты и синглы
- 1994: «Suudlused»
- 1994: «Torm»
- 1994: «Ainult sina võid mu maailma muuta»
- 1995: «Lõbus maja»
- 1995: «Juulikuu lumi»
- 1995: «4B»
- 1995: «Ütle miks»
- 1997: «Muinasjutu mets»
- 1997: «Kristallkülmas öös»
- 1997: «Kui kuningas nutab»
- 1997: «Kes uskus»
- 1997: «Ingli puudutus»
- 1997: «Kaitseta»
- 1998: «Aja teenija»
- 1998: «Sinu juurde tagasi»
- 2000: «See ei ole saladus»
- 2000: «6 jalga niisket maad»
- 2000: «Tee»
- 2001: «Tänapäeva muinaslugu»
- 2002: «Romula»
- 2003: «Carmen»
- 2004: «Vastasmaja aknad»
- 2006: «Ebaõiglane»
- 2006: «Nii ma jälle läen»
- 2006: «Nagu esimene kord»
- 2006: «Plekktrumm»
- 2007: «Juulikuu lumi 2007»
- 2008: «Ära oota koidikuni»
- 2008: «Oh kuidas sust puudust tunneme»
- 2008: «Pilves selgimistega»
- 2009: «Just reedeti»
- 2009: «Ballaad Jimmyst»

## Участники
- Йаагуп Креем — вокал, гитара
- Хенно Келп — бас-гитара, бэк-вокал (с 2003 года)
- Рональд Пуусепп — ударные (с 2003 года)
- Таави Ланги — гитара (с 2009 года)
- Рене Пуура — клавишные (с 2021 года)

## Бывшие участники
- Маргус Пааламаа (1987—1988) — бас-гитара
- Тиит Муст (1987—1989) — ударные
- Арно «Arch» Веймер (1987—1995) — гитара
- Андрес Тооме (1989—1992) — бас-гитара
- Сулев «Sulliwan» Мююрсепп (1990—1992; 1996—1998) — гитара
- Раймонд «My» Ватхер (1990—1991) — ударные
- Андрес Оя (1991) — ударные
- Эймель Кальюлайд (1991—2003) — ударные
- Индрек Тиммер (1992—1995) — бас-гитара
- Свен Валдманн (1995—2003) — бас-гитара
- Маргус Валк (1997—1998) — гитара
- Эльмар Лиитмаа (1992—1996; 1999—2009) — гитара, бэк-вокал
- Хармо Калласте (1987—1989) — клавишные, бэк-вокал

## Концертные участники
- Антс (1991) — ударные
- Тыну Вяяртныу (1998) — клавишные
- Юри Рооса (2000) — бас-гитара
- Рауль Вайгла (2003) — бас-гитара